# Ballenzange

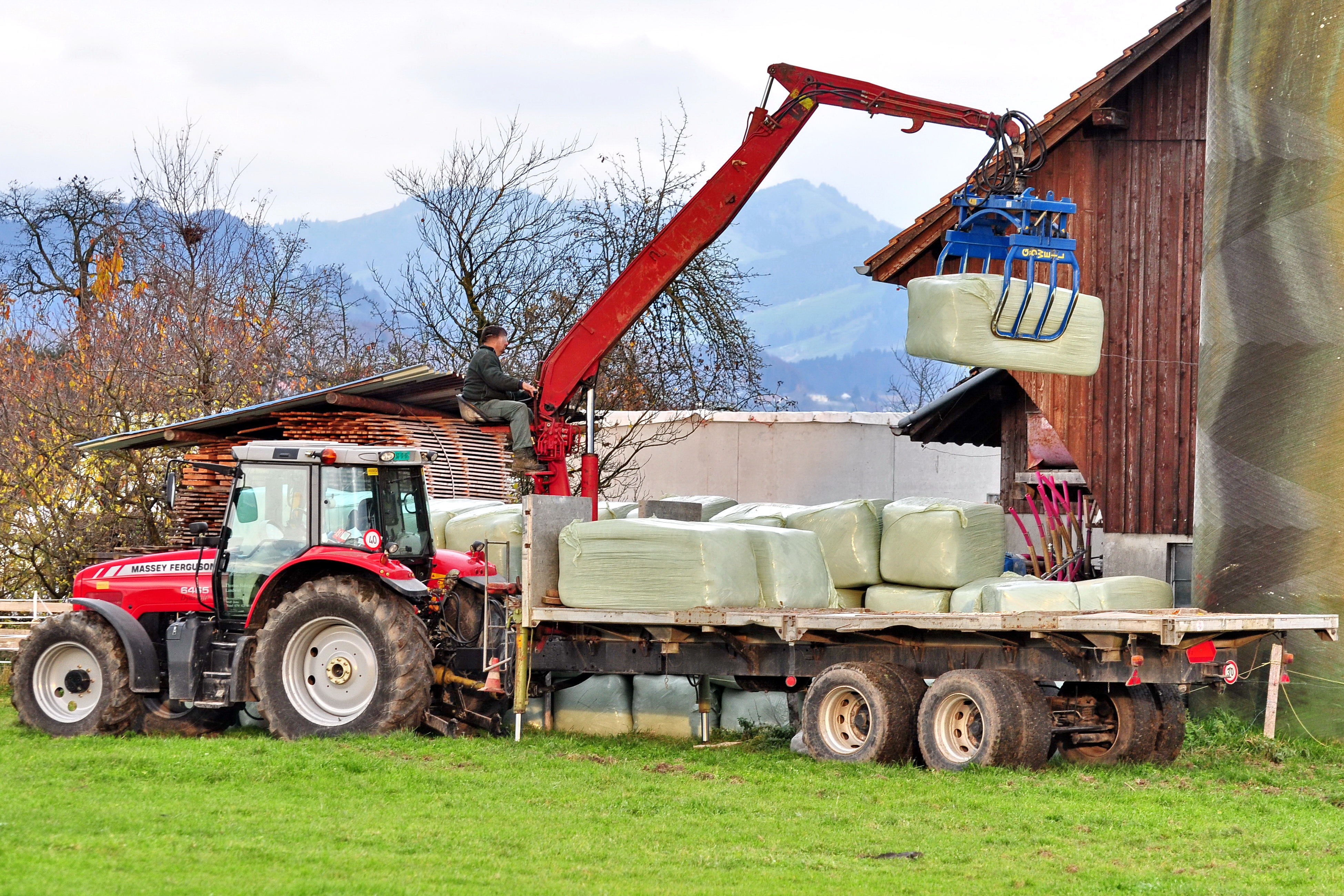
Ballengreifer im Einsatz an einem Kran beim Umladen von Silageballen

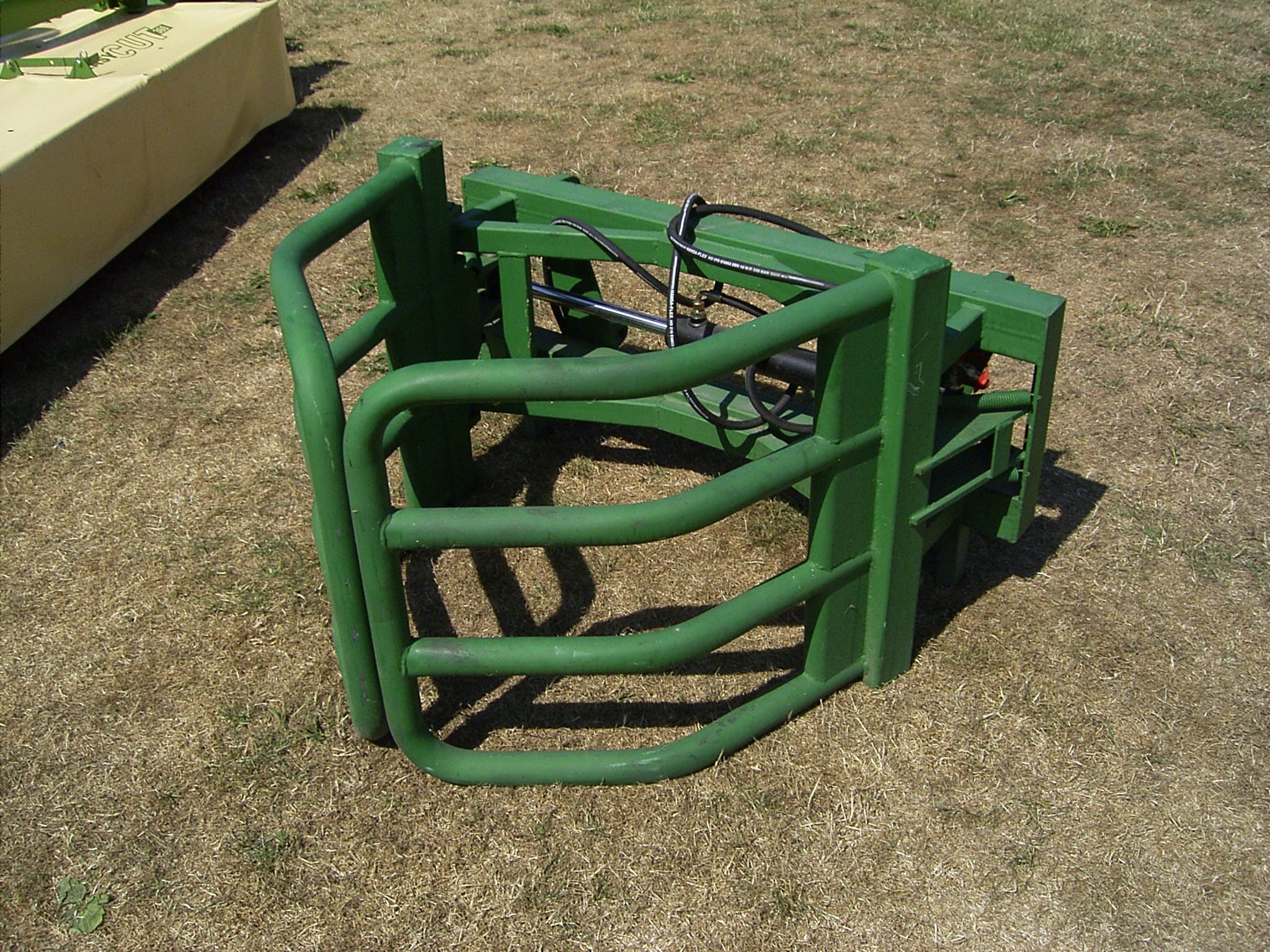
Ballengreifer mit sichtbarer Hydraulik

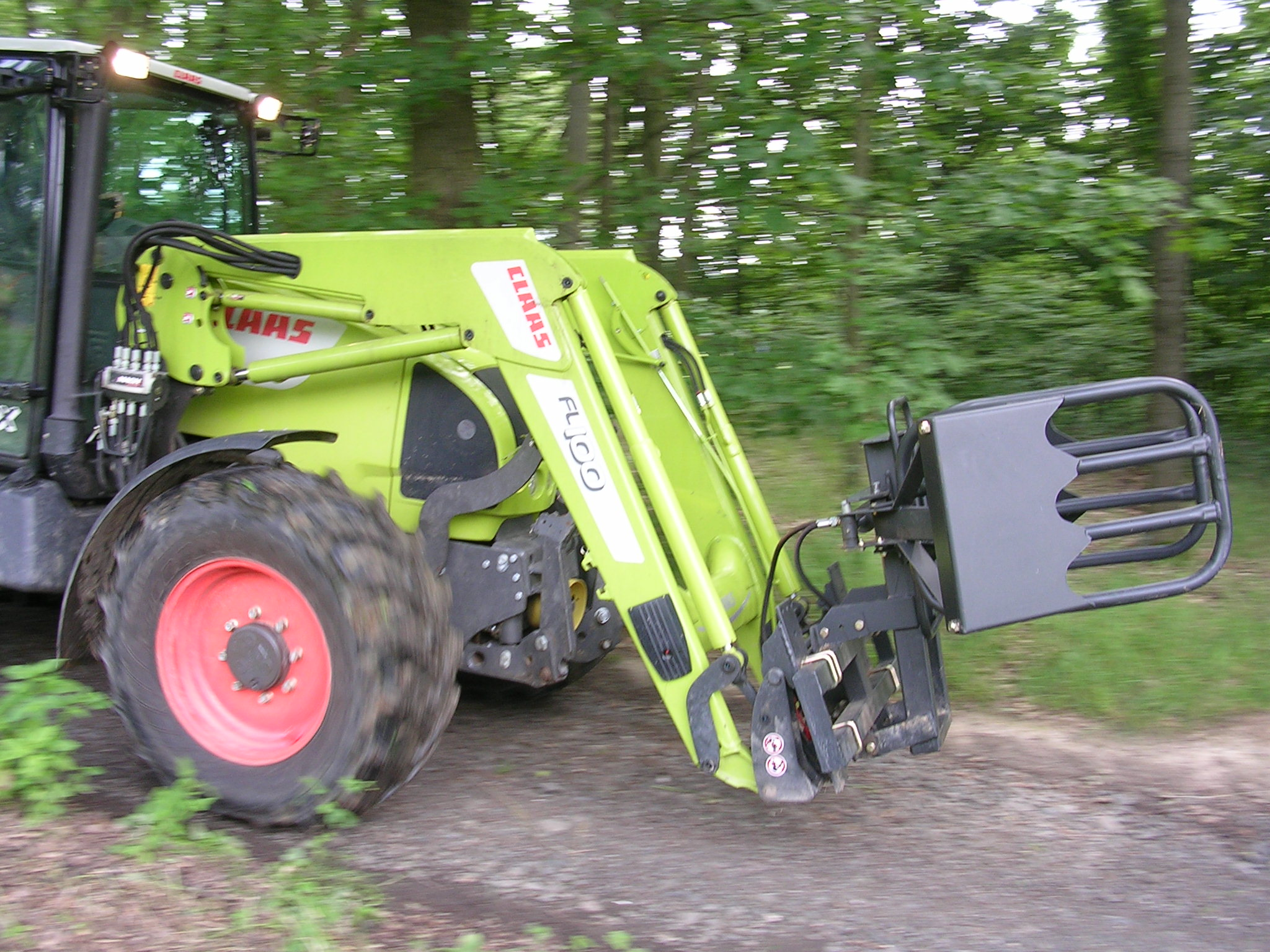
Schwarze Ballenzange (rechts) am Frontlader eines Traktors

Eine Ballenzange, auch Ballengreifer genannt, ist ein Anbaugerät vor allem für Frontlader an Traktoren, Radladern und Teleskopladern. Das Gerät dient insbesondere dem Transport empfindlicher Silageballen, kann aber auch für ungewickelte Heu- und Strohballen oder ähnlich geformte Güter eingesetzt werden. 

## Bauformen
Ballenzangen gibt es in verschiedenen Größen und Bauformen. Sie unterscheiden sich vor allem durch die Gestaltung der Zangen-Greifschenkel. Diese können aus einfachen Rohren, aus mehrgliedrigen Rohrkörpern oder aus Platten bestehen. Es gibt Ballenzangen mit gebogenen (vor allem für Rundballen) und mit geraden Greifschenkeln (für Quaderballen oder den Universaleinsatz). Allen Bauweisen gemeinsam ist eine abgerundete Formgebung ohne scharfe Kanten. Dies stellt sicher, dass die Folie von Silageballen beim Transport unbeschädigt bleibt, was für einen korrekten Silierprozess wichtig ist.
Bei unsachgemäßer Handhabung oder nassem Siliergut kann es dennoch zu starker Verformung der Folie bzw. zum Verlieren des Ballens und dadurch zu Folienbeschädigungen kommen.

## Funktionsprinzip
Die zwei Greifschenkel werden mithilfe von Hydraulikzylindern auseinandergefahren und der Ballen wird umfahren („in die Zange genommen“). Anschließend werden die Greifschenkel in Richtung Ballen gepresst, so dass der Ballen angehoben und transportiert werden kann.